# Аполодор
 Тази статия е за древногръцкия писател и митограф Аполодор.  За други хора с това име вижте Аполодор (пояснение).  
Аполодор (на гръцки: Ἀπολλόδωρος ὁ Ἀθηναῖος) е древногръцки писател, филолог и архитект, работил в средата на 2 век пр.н.е., известен преди всичко с трудовете си „Хроника“ (Chronika) и „За боговете“ (Peri theon). Син е на Асклепиад от Атина. Учи при родоския философ Панетий Родоски, както и при Аристарх Самотракийски. Работи в Александрийската библиотека, а след 146 г. пр.н.е. – в Пергамон. Живота си завършва в Атина след 120 г. пр. Хр.
Макар да се води автор на „Митологическа библиотека“ (позната и само като „Библиотека“) – единственият пълен древен труд по древногръцка митология, той се датира едва след 61 г. пр.н.е.